# Tradescantia edwardsiana
Tradescantia edwardsiana är en himmelsblomsväxtart som beskrevs av Benjamin Carroll Tharp. Tradescantia edwardsiana ingår i släktet båtblommor, och familjen himmelsblomsväxter. Inga underarter finns listade.